# Олойский хребет
Олойский хребет — горный хребет в России. Расположен в Чукотском автономном округе, в северо-западной части Колымского нагорья. Наивысшая точка Олойского хребта — безымянная вершина высотой 1816 м. Его длина с запада на восток — 350 км.
Олойский хребет является частью Колымского нагорья. На севере его ограничивает река Большой Анюй, за которой начинается Анюйский хребет; с юга находится долина реки Олой, за которой протянулся хребет Уш-Урэкчэн; на востоке от Щучьего хребта и Анадырского плоскогорья отделён рекой Яблон; на западе река Омолон отделяет Олойский хребет от Сиверского.
Большинство вершин не поднимается выше 1200—1300 м, но наиболее высокие достигают 1500 м и более (гора Снежная 1787 м, Скальная 1580 м, несколько безымянных вершин). В пределах Олойского хребта выделяются малые хребты: Неутинский, Эргуней, Островершинный, Хочан и другие. На хребте берут начало несколько рек: Бургагчан, Алучин, Пеженка, Яблон, Банная, Олойчан, Еропол и другие.
Анюйский хребет сложен песчаниками, алевролитами, андезитовыми туфами, прорванными гранодиоритми. На склонах преобладает кедровый стланик. В долинах рек расположены редкие лиственничные леса, а на вершинах — горная тундра.